# Сент-Этьен-сюр-Шаларон
Сент-Этье́н-сюр-Шаларо́н (фр. Saint-Étienne-sur-Chalaronne) — коммуна во Франции, находится в регионе Рона — Альпы. Департамент — Эн. Входит в состав кантона Туассе. Округ коммуны — Бурк-ан-Брес.
Код INSEE коммуны — 01351.

## География

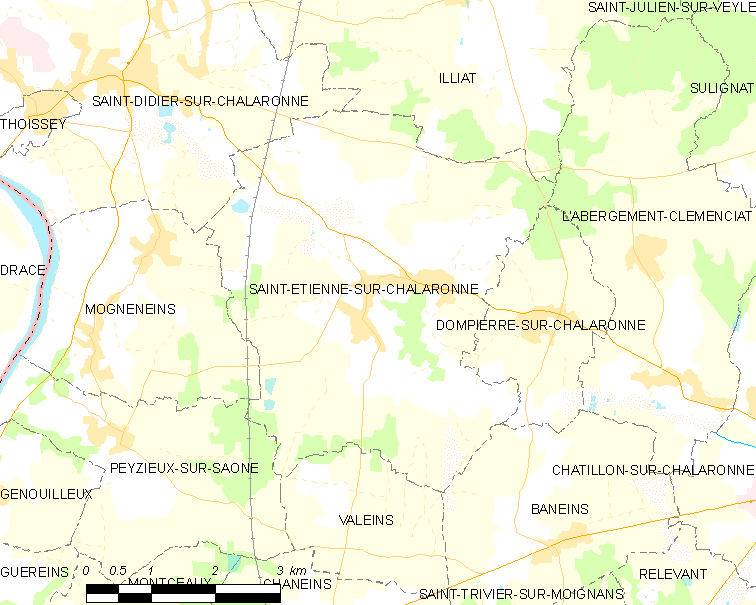
Карта коммуны

Коммуна расположена приблизительно в 360 км к юго-востоку от Парижа, в 45 км севернее Лиона, в 30 км к западу от Бурк-ан-Бреса.
По территории коммуны протекает река Шаларон.

## Климат
Климат полуконтинентальный с холодной зимой и тёплым летом. Дожди бывают нечасто, в основном летом.

## Население
Население коммуны на 2010 год составляло 1468 человек.
| 1962 | 1968 | 1975 | 1982 | 1990 | 1999 | 2010 |
| ---- | ---- | ---- | ---- | ---- | ---- | ---- |
| 863  | 878  | 828  | 808  | 1037 | 1178 | 1468 |

## Администрация
| Период | Период | Фамилия     | Партия | Примечания |
| ------ | ------ | ----------- | ------ | ---------- |
| 1995   | 2001   | Шарль Байи  |        |            |
| 2001   | 2008   | Ги Рено     |        |            |
| 2008   | 2020   | Серж Варвье |        |            |

## Экономика
В 2010 году среди 914 человек трудоспособного возраста (15—64 лет) 706 были экономически активными, 208 — неактивными (показатель активности — 77,2 %, в 1999 году было 71,6 %). Из 706 активных жителей работали 645 человек (353 мужчины и 292 женщины), безработных было 61 (35 мужчин и 26 женщин). Среди 208 неактивных 79 человек были учениками или студентами, 62 — пенсионерами, 67 были неактивными по другим причинам.

## Достопримечательности
- Замок Бомон[фр.] (1865 год). Исторический памятник с 2006 года.[4]